# Епархия Молегбе
Епархия Молегбе (лат. Dioecesis Molegbensis) — епархия Римско-Католической церкви с центром в городе Молегбе, Демократическая Республика Конго. Епархия Молегбе входит в митрополию Кисангани. Кафедральным собором епархии Молегбе является церковь святого Антония Падуанского.

## История
7 апреля 1911 года Святой Престол учредил апостольскую префектуру Убанги, выдели её из апостольского викариата Леопольвиля (сегодня — Архиепархия Киншасы).
28 января 1935 года Римский папа Пий XI выпустил буллу «Quaevis inter infideles», которой преобразовал апостольскую префектуру Убанги в апостольский викариат.
10 ноября 1959 года Римский папа Иоанн XXIII выпустил буллу «Cum parvulum», которой преобразовал апостольскую префектуру Убанги в епархию Молегбе.

## Ординарии епархии
- епископ Fulgenzio da Gerard-Montes O.F.M.Cap.[1] (1911 - 1930);
- епископ Basilio Ottavio Tanghe O.F.M.Cap. (16.10.1931 — 13.12.1947);
- епископ Jean Ghislain Delcuve O.F.M.Cap. (10.06.1948 — 13.11.1958);
- епископ Léon Théobald Delaere O.F.M.Cap. (13.11.1958 = 3.08.1967);
- епископ Joseph Kesenge Wandangakongu (5.09.1968 — 18.10.1997);
- епископ Ignace Matondo Kwa Nzambi C.I.C.M. (27.06.1998 — 23.05.2007);
- епископ Dominique Bulamatari (14.11.2009 — 2023).

## Источник
- Annuario Pontificio, Libreria Editrice Vaticana, Città del Vaticano, 2003, ISBN 88-209-7422-3
- Булла Quaevis inter infideles, AAS 27 (1935), стр. 433  (лат.)
- Булла Cum parvulum, AAS 52 (1960), стр. 372  (лат.)